# كروم
الكروم عنصرٌ كيميائي رمزه Cr وعدده الذرّي 24، وينتمي إلى عناصر المستوى الفرعي d واقعاً على رأس عناصر المجموعة السادسة في الجدول الدوري. الكروم فلزّ انتقالي ذو لون رمادي فضّي برّاق؛ ويتميّز بأنّ لديه قابلية كبيرة للصقل ومقاومة لفقدان اللمعان؛ لذلك يعكس الكروم المصقول قرابة 70% من الضوء المرئي، وقرابة 90% من الأشعّة تحت الحمراء. اكتشف لوي نيكولا فوكلان عنصر الكروم في أواخر القرن الثامن عشر، وأطلق عليه هذا الاسم اشتقاقاً من الكلمة الإغريقية χρῶμα (خروما)، والتي تعني «لون»، نظراً لألوان مركّباته الكيميائية المتنوّعة.
يمتاز الكروم بمقاومته للتآكل، ولذلك يضاف إلى الفولاذ من أجل تحضير الفولاذ المقاوم للصدأ. يُستحصَل على سبيكة فرّوكروم الحديدية من خامة الكروميت بواسطة تفاعلات حرارية بوجود الألومنيوم أو السيليكون؛ وللحصول على الفلزّ مباشرةً تجرى المعالجة عن طريق التحميص والتصويل؛ ثمّ بالاختزال بالكربون أولاً ثمّ بالألومنيوم لاحقاً. تشكّل عمليّتا إنتاج الفولاذ المقاوم للصدأ والطلي بالكروم ما يعادل 85% من الاستخدامات التجارية لهذا الفلزّ.
يعدّ تصنيف الكروم ثلاثي التكافؤ ضمن المغذّيات الضرورية بالنسبة للبشر محطّ جدل؛ ولكن من المؤكّد أنّ الكروم سداسي التكافؤ سامّ ومسرطن؛ كما أنّه مدمّر للبيئة، إذ تحتاج مواقع إنتاج الكروم المهجورة إلى إصلاح بيئي.

## التاريخ

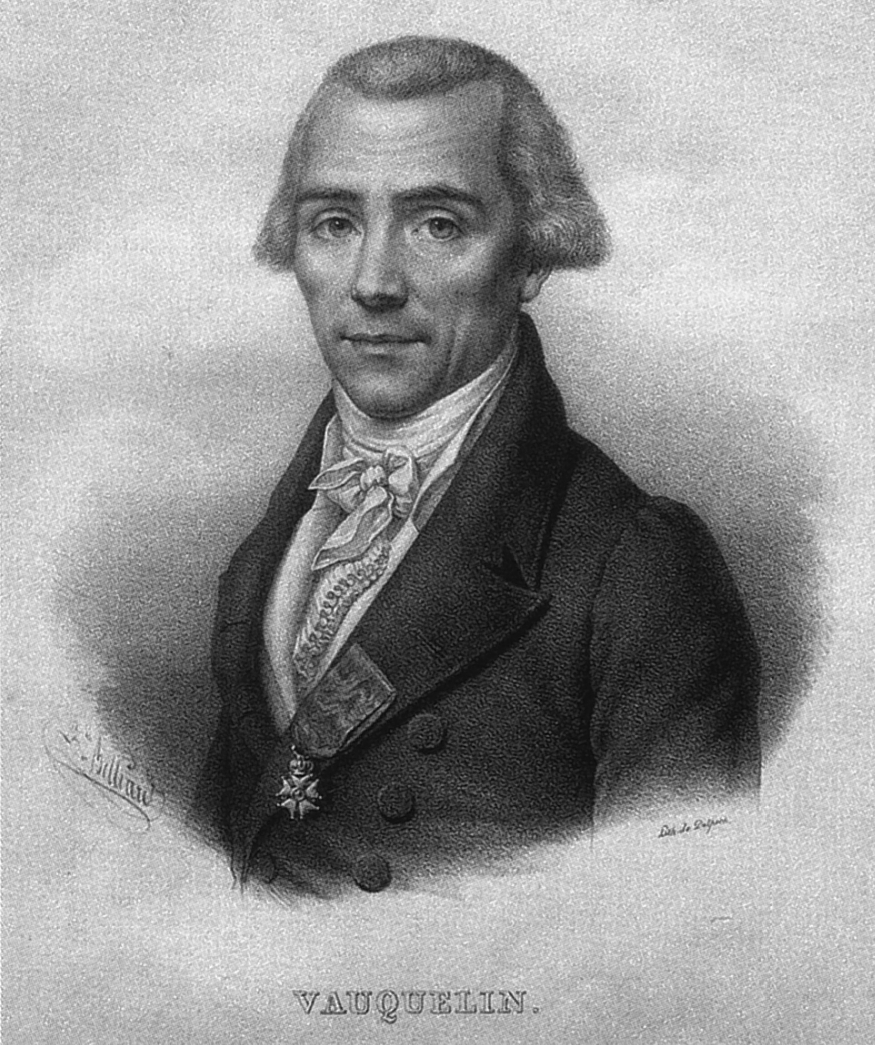
يُنسَب إلى لوي نيكولا فوكلان اكتشاف عنصر الكروم.

بدأت معادن الكروم تلفت انتباه علماء المعادن والجيولوجيّين منذ أواخر القرن الثامن عشر؛ ففي سنة 1761 عثر يوهان غوتلوب ليمان  على معدنٍ ذي لون أحمر-برتقالي في منجم واقعٍ في جبال الأورال، وأطلق عليه اسم « الرصاص الأحمر السيبيري »؛  إذ أنّه أخطأ بتعيين تركيبه، ظانّاً أنّه مركّبٌ من الرصاص وعناصر أخرى؛ ولكن، في الواقع، كان ما اكتشفه هو معدن الكروكوئيت، الذي يتركّب كيميائيّاً من كرومات الرصاص. نشر ميخائيل لومونوسوف عن ذلك الاكتشاف سنة 1763؛ وفي سنة 1770 عاود بيتر سيمون بالاس  زيارة الموقع الذي وجد فيه ليمان عيّنته، وتمكّن من العثور على المعدن الأحمر ذاته؛ والذي تزايد الاهتمام به واستخراجه من ذلك الموقع لإمكانية استخدامه خضاباً في الرسم. بقي الكروكوئيت مصدراً أساسياً لاستخراج الكروم إلى حين اكتشاف معدن الكروميت مصدراً بديلاً بعد مرور عدّة سنوات لاحقة.
في سنة 1794 استلم الكيميائي لوي نيكولا فوكلان عيّنات من الكروكوئيت؛ وتمكّن من عزل أكسيد الكروم منها بمعالجة الخامة مع حمض الهيدروكلوريك. بعد ذلك وفي سنة 1797 تمكّن فوكلان من عزل الفلز بتسخين الأكسيد مع الفحم في فرن؛ كما تمكّن لاحقاً من اكتشاف آثارٍ من الكروم في بعض الأحجار الكريمة أيضاً مثل الياقوت والزمرّد. في وقتٍ مقارب، كان مارتن كلابروت  يجري أبحاثه على نفس العنصر، وتمكّن من عزله لاحقاً؛ إلّا أنّ أبحاث فوكلان كانت قد نُشرَت أوّلاً، لذلك يُنسَب اكتشاف هذا العنصر الجديد إليه. بناءً على اقتراح من صديقه رينيه جست هاوي  أطلق فوكلان على العنصر الجديد المكتَشَف اسم «كروم»، نظراً للألوان الزاهية التي تشكّلها مركّباته الكيميائية، وذلك اشتقاقاً من الكلمة الإغريقية χρῶμα (خروما)، والتي تعني «لون».
إلى جانب استخدامه في تركيب الخُضُب، كان الكروم خلال القرن التاسع عشر مستخدماً في تركيب أملاح الدباغة أيضاً، وكان الكروكوئيت هو المصدر الوحيد المعروف للحصول على تلك الخامة من أجل تحضير تلك الأملاح؛ إلى أن اكتشفت توضّعات رسوبية كبيرة من خامة الكروميت بالقرب من بالتيمور في الولايات المتّحدة سنة 1827؛ ممّا مكّن من تلبية حاجة السوق من أملاح الدباغة في ذلك الحين، وبشكل أفضل من خامة الكروكوئيت المستخرَجة من روسيا. ممّا جعل من الولايات المتّحدة المنتج الأكبر من الكروم ومركّباته إلى سنة 1848، حينما اكتُشفَت توضّعات رسوبية كبيرة من الكروميت بالقرب من مدينة بورصة التركية. مع تطوّر علم الفلزّات والصناعات الكيميائية ازدادت حاجة السوق إلى الكروم؛ وكان الكروم قد استُخدَم بشكلٍ مبكّرٍ منذ سنة 1848 في عمليّات الطلي الكهربائي، إلّا أنّ ذلك الاستخدام أصبح واسع الانتشار مع تطوير العملية منذ منتصف عشرينيات القرن العشرين.

## الوفرة الطبيعية

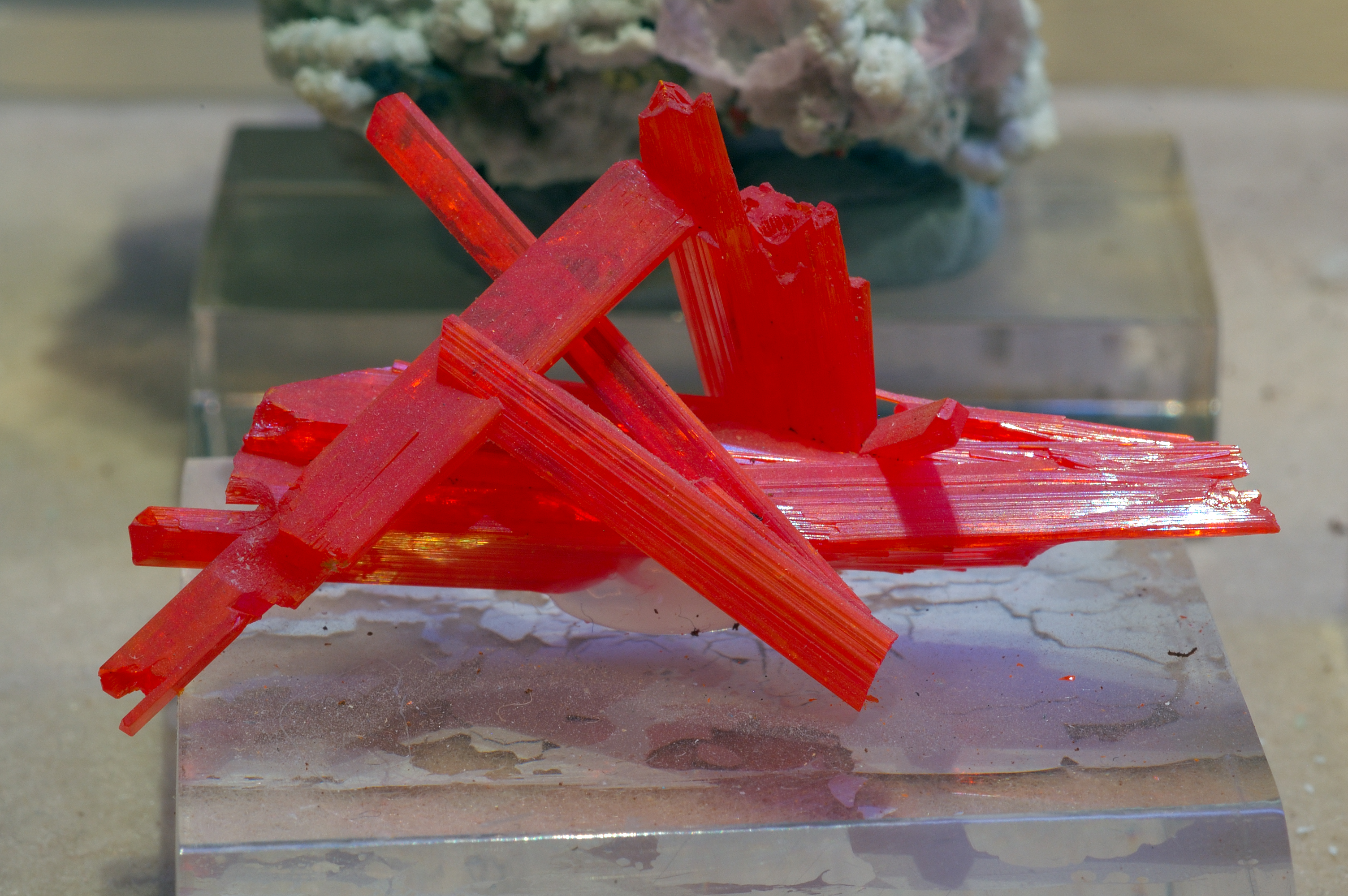
معدن الكروكوئيت

يأتي الكروم في المرتبة الحادية والعشرين وفقاً للوفرة الطبيعية للعناصر الكيميائية في القشرة الأرضية؛ وذلك بتركيز وسطي مقداره 100 جزء في المليون (ppm). يمكن العثور على مركّبات الكروم في الطبيعة نتيجةً لعوامل الحتّ والتعرية على الصخور الحاوية عليه، ويمكن أن تحدث عملية إعادة توزيع لها نتيجةً للثورات البركانية. تبلغ التراكيز النمطية للكروم في البيئة المقادير التالية: <10 نانوغرام/متر3 في الغلاف الجوّي؛ <500 مغ/كغ في التربة؛ <0.5 مغ/كغ في الغطاء النباتي؛ <10 ميكروغرام/الليتر في الماء العذب؛ <1 ميكروغرام/الليتر في ماء البحر؛ <80 مغ/كغ في الرواسب.

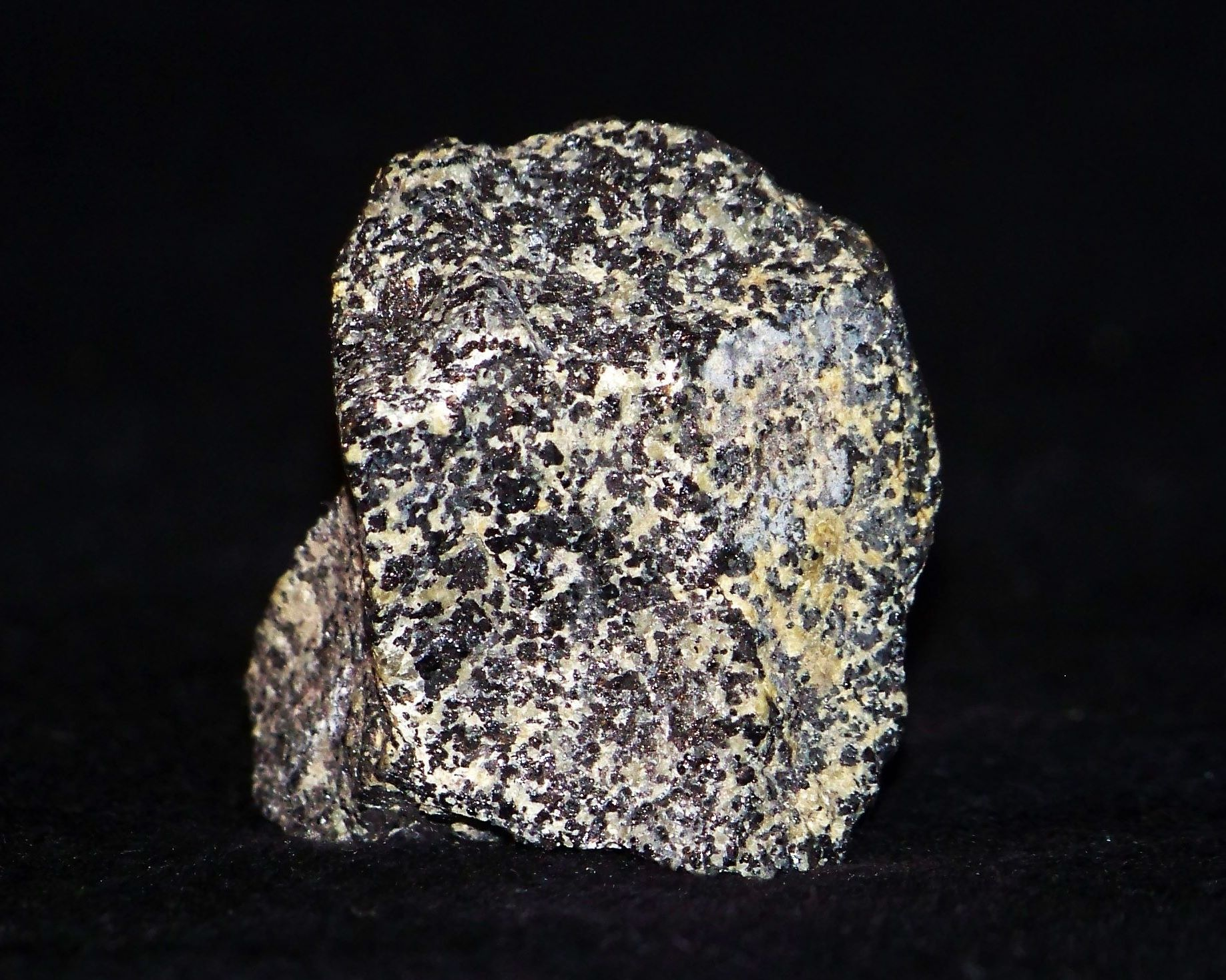
معدن الكروميت

أشهر خامات الكروم هما معدنا الكروميت  والكروكوئيت ؛ ولكن يوجد هناك أكثر من 100 معدن يحوي على الكروم في تركيبه. تتركّز خامات الكروميت في جنوب أفريقيا وفي كازاخستان؛ وكذلك في الهند وروسيا وتركيا. يمكن العثور على الكروم بشكله الفلزّي الطبيعي؛ ولكنّه أمرٌ نادر الحدوث؛ إذ يوجد هناك مجرّد عشرة مواقع معروفة يمكن استخراجه منها على ذلك الشكل. من تلك المواقع هناك موقع أوداتشنايا في روسيا، وهو منجمٌ أنبوبيٌّ من الكمبرليت غنيّ بالألماس، حيث ساعدت الظروف الاختزالية فيه على تشكيل الكروم العنصري والألماس.
يعتمد توزّع النسبة بين الكروم الثلاثي Cr(III) والكروم السداسي Cr(VI) بشكلٍ كبير على pH والخواص التأكسدية للموقع. على الرغم من أنّ الكروم الثلاثي Cr(III) في أغلب الأحيان هو النوع الكيميائي السائد؛ ولكن يمكن للمياه الجوفية في بعض المناطق أن تحوي على تراكيز من الكروم الكلّي تصل إلى 39 ميكروغرام/الليتر، منها 30 ميكروغرام/الليتر من الكروم السداسي Cr(VI).

## الاستخراج والإنتاج

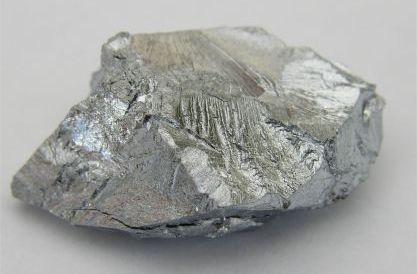
قطعة من الكروم المنتَج وفق تفاعل ألومنيوم حراري.

يُستخرَج الكروم بشكلٍ رئيسيٍّ من خامة الكروميت. ولا يمكن الحصول على الكروم من اختزال الخامة بالكربون (الفحم) بشكلٍ مباشر، إذ يتشكّل مركّب الكربيد الموافق. عند معالجة خامة الكروم يمكن أن يُستحصَل على ناتِجَين رئيسِيَّين، هما فرّوكروم والكروم الفلزي؛ وتختلف عملية صهر الخامة بشكل كبير حسب الناتج المرغوب. فمن أجل إنتاج الفرّوكروم تُصهَر خامة الكروميت FeCr2O4 في فرن القوس الكهربائي وتُختَزل بالكربون:
{\displaystyle \mathrm {FeCr_{2}O_{4}+4\ C\longrightarrow Fe+2\ Cr+4\ CO} }
أو في أفران أصغر حسب الكمّية المتوفّرة باستخدام فلز الألومنيوم أو السيليكون في تفاعل حراري.

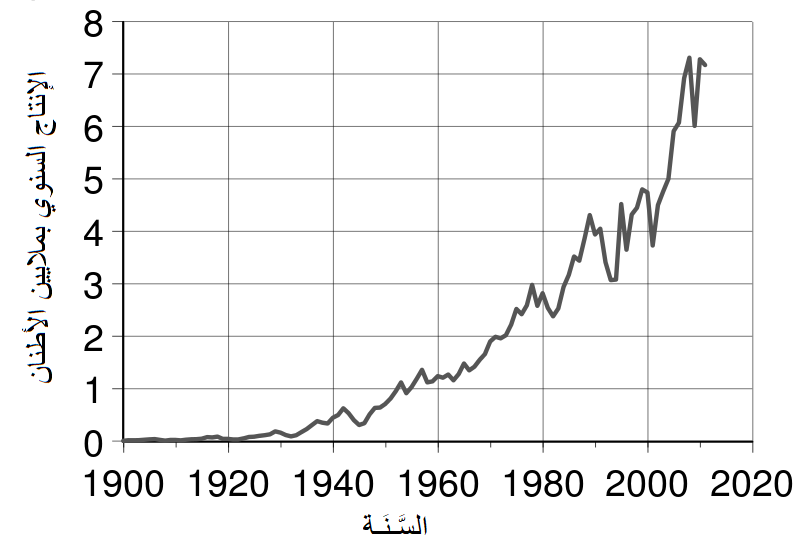
تزايد الإنتاج العالمي من الكروم منذ أوائل القرن العشرين.

أمّا من أجل إنتاج الفلزّ النقي فينبغي فصل الحديد عن الكروم، وذلك بالتحميص والتصويل ثنائيّ المرحلة. إذ تُسخَّن خامة الكروميت مع مزيجٍ من كربونات الكالسيوم وكربونات الصوديوم في تماس مع أكسجين الهواء إلى درجات حرارة تصل إلى 1200 °س؛ وبذلك يتأكسد الكروم إلى النمط سداسي التكافؤ، في حين أنّ الحديد يشكّل الأكسيد المستقرّ Fe2O3.
{\displaystyle \mathrm {4\ FeCr_{2}O_{4}+8\ Na_{2}CO_{3}+7\ O_{2}\longrightarrow 8\ Na_{2}CrO_{4}+2\ Fe_{2}O_{3}+8\ CO_{2}\ } }
يؤدّي التصويل اللاحق عند درجات حرارة مرتفعة إلى حلحلة الكرومات، تاركاً وراءه أكسيد الحديد غير المنحلّ. بعد ذلك تُحوَّل الكرومات بواسطة حمض الكبريتيك إلى ثنائي الكرومات.
{\displaystyle \mathrm {2\ Na_{2}CrO_{4}+H_{2}SO_{4}\longrightarrow Na_{2}Cr_{2}O_{7}+Na_{2}SO_{4}+H_{2}O\ } }
يُستحصَل على ثنائي الكرومات على شكل ثنائي هيدرات من البَلْوَرة من المحلول؛ ثمّ تُجرى عملية اختزال بالكربون للحصول على أكسيد الكروم الثلاثي:
{\displaystyle \mathrm {Na_{2}Cr_{2}O_{7}\cdot 2\ H_{2}O+2\ C\longrightarrow Cr_{2}O_{3}+Na_{2}CO_{3}+2\ H_{2}O+CO\ } }

الدول المنتجة لخامة الكروم في سنة 2002

وفي المرحلة الأخيرة يختزل الأكسيد بالألومنيوم في تفاعل اختزال حراري.
{\displaystyle \mathrm {Cr_{2}O_{3}+2\ Al\longrightarrow Al_{2}O_{3}+2\ Cr\ } }
يمكن الحصول على كروم مرتفع النقاوة وفق طريقة القضيب البلّوري.
أُنتِجَ سنة 2013 كمّيّة مقدارها 29 مليون طن تقريباً من خامة الكروميت القابلة للتسويق، والتي حُوّلت إلى 7.5 مليون طن من سبيكة فروكروم الحديدية؛ والتي يدخل معظمها في صناعة الفولاذ المقاوم للصدأ. وفق بيانات سنة 2013 تتصدّر جنوب أفريقيا الدول المنتجة للكروميت (48%)، تليها كازاخستان (13%)، ثمّ تركيا (11%) والهند (10%)، وتشكّل دولٌ عديدة متبقّية ما مجموعه 18% من الإنتاج العالمي من خامة الكروم.

## النظائر
للكروم ستّة وعشرون نظيراً معروفاً تتراوح أعدادها الكتلة بين 42 و 67، ومن بين هذه النظائر هنالك أربعة نظائر مستقرّة وهي كروم-50 50Cr وكروم-52 52Cr وكروم-53 53Cr وكروم-54 54Cr. يعدّ النظير كروم-52 أكثر نظائر الكروم من حيث الوفرة، حيث يشكّل 83.789% من عنصر الكروم الموجود في الطبيعة. يخضع النظير كروم-50 لعملية اضمحلال إشعاعي طويلة الأمد من خلال اضمحلال بيتّا المضاعف إلى تيتانيوم-50 50Ti وذلك بعمر نصف أكبر من 1.8x1017 سنة. يعدّ النظير كروم-53 53Cr ناتج اضمحلال ذا أصلٍ إشعاعي لنظير المنغنيز 53Mn بنصف عمر 3.74 مليون سنة؛ بالتالي يؤمّن النظير كروم-53 53Cr دليلاً إضافياً لعمليّات التخليق النووي في النظام الشمسي. يُستخدَم تركيز هذا النظير أيضاً في تحديد تراكيز الأكسجين في الغلاف الجوّي.
هناك تسعة عشر نظيراً مشعّاً معروفاً للكروم، وجميعها نظائر مصطنعة؛ مع وجود مصاوٍغَين نوويين شبه مستقِرَّين. أطول هذه النظائر المشعّة عمراً هو النظير كروم-51 51Cr والذي لديه عمر نصف مقداره 27.7 يوم. لباقي النظائر المشعّة أعمار نصف أقلّ من أربع وعشرون ساعة، وأغلبها دون دقيقة واحدة. أقصر نظائر الكروم المشعّة عمراً هو النظير كروم-66 بعمر نصف أقلّ من 10 ميلي ثانية.

## الخواص الفيزيائية

### البنية الذرية
الكروم هو الفلزّ الانتقالي الرابع من حيث ترتيب العدد الذرّي في الجدول الدوري، ولديه التوزيع الإلكتروني التالي: Ar]؛ 3d5 4s1]؛ وهو بذلك أوّل عنصر لا يتّبع توزيعه الإلكتروني في حالته القاعية مبدأ أوفباو، في حين أنّ تلك الظاهرة تصادف في عناصر أخرى في الجدول الدوري مثل النحاس أو النيوبيوم أو الموليبدنوم. يعود سبب ذلك إلى تنافر الشحنة الكهربائية المتماثلة التي تحملها الإلكترونات. أمّا في عناصر الفلزّات الانتقالية ذات العدد الذرّي الأقلّ من الكروم فإنّ الطاقة المستلزَمة لرفع مستوى الإلكترون الطاقي إلى المستوى التالي أكبر بكثير من الطاقة اللازمة التي ستُخسَر جرّاء حدوث التنافر بين الإلكتروني. ولكن بالرغم من ذلك، ففي الفلزّات الانتقالية في المستوى الفرعي 3d تكون الفجوة الطاقية بين ذلك الغلاف الإلكتروني 3d والغلاف الإلكتروني التالي الأعلى طاقياً 4s صغيرةً جدّاً؛ كما أنّ الغلاف الإلكتروني 3d أكثر تراصّاً من الناحية الفراغية من الغلاف الإلكتروني 4s، ولذلك فإنّ التنافر بين الإلكتروني في الغلاف 4s أصغر ممّا هو في الغلاف 3d. بالتالي، فإنّ ذلك يخفّف من الطاقة اللازمة لرفع السوية الطاقية، ممّا يجعل من ذلك الانتقال الإلكتروني الداخلي مجدٍ طاقياً. من جهة أخرى، فإنّ الكروم هو الأوّل من الفلزّات الانتقالية في المستوى الفرعي 3d والذي تبدأ فيه الإلكترونات 3d بالاقتراب من النواة؛ بالتالي فإنّ مساهمة تلك الإلكترونات في الرابطة الفلزّية ستصبح أقلّ، ممّا يفسّر انخفاض قيم الثوابت الفيزيائية نسبياً في الكروم بالمقارنة مع جاره الفاناديوم، مثل نقطتي الانصهار والغليان والمحتوى الحراري للتذرير .

### الخواص الفلزية

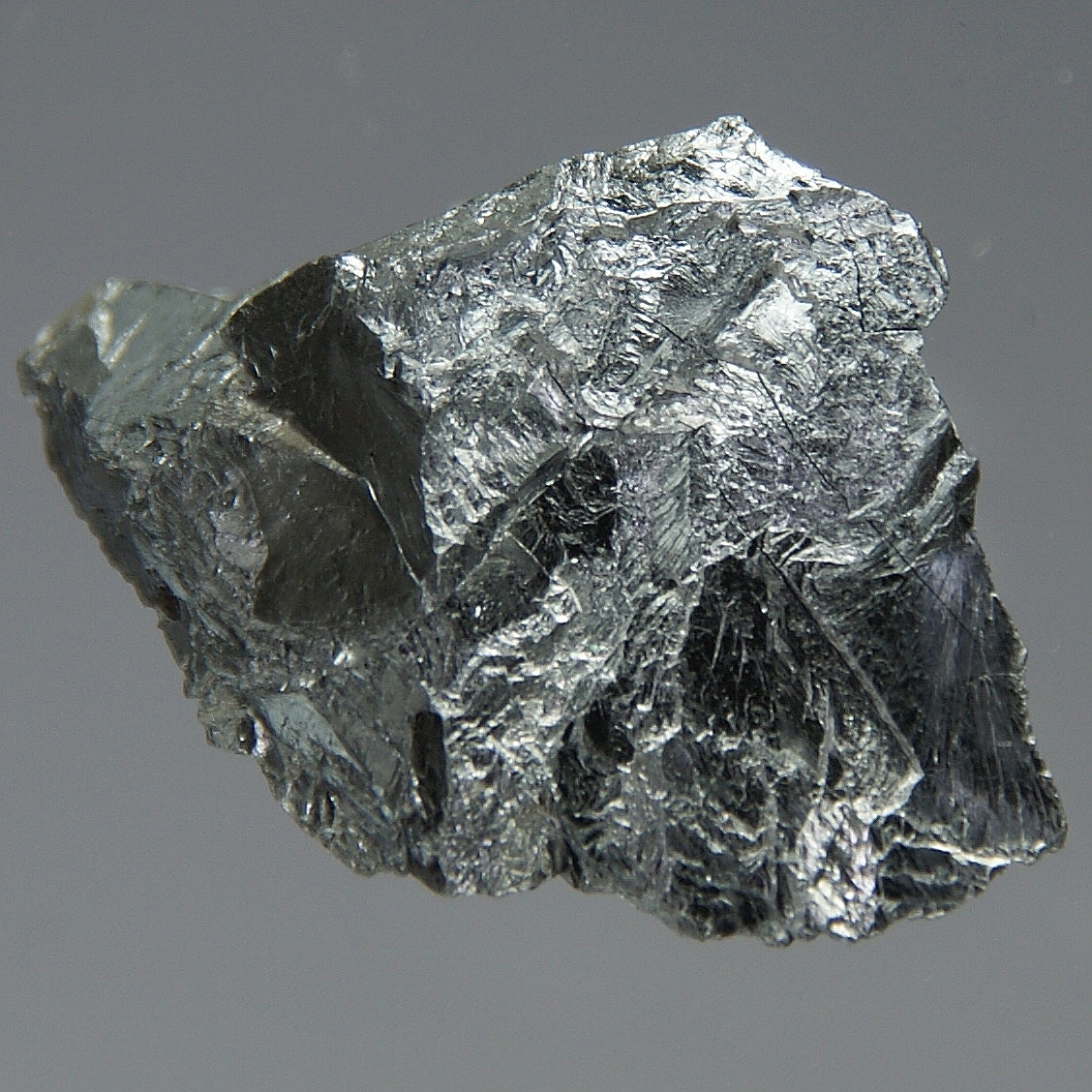
عيّنة من فلزّ الكروم النقي

الكروم فلزّ ذو لون رمادي فضّي برّاق، وهو يمتلك صلادة مرتفعة للغاية، فهو ثالث أصلد عنصر بعد الكربون على هيئة الألماس وبعد البورون؛ وتبلغ قيمة الصلادة وفق مقياس موس مقدار 8.5، ممّا يعني أنّ الكروم قادرٌ على خدش عيّنات من المرو (الكوارتز) والتوباز، ولكن يمكن خدشه بالسامور (الكورنودوم). يقاوم الكروم بشكلٍ كبيرٍ فقدان اللمعان والبريق، ممّا يجعله ملائماً لطلي أسطح الفلزّات الأخرى وحمايتها من التآكل.
يتميّز الكروم بأنّ لديه انعكاس منتظم مرتفع بالمقارنة مع الفلزّات الانتقالية الأخرى؛ وتصل قيمة الانعكاسية العظمى في مجال الطيف تحت الأحمر إلى نسبة 72% عند 425 ميكرومتر؛ والتي تنخفض إلى نسبة دنيا تصل إلى 62% عند 750 ميكرومتر؛ قبل أن ترتفع مرّةً أخرى إلى 90% عند 4000 ميكرومتر. وهو بذلك يرفع الانعكاسية في سبيكة الفولاذ المقاوم للصدأ، خاصّةً بعد الصقل، بحيث أن 40-60% من الطيف المرئي يُعكَس من على سطحها. تساهم الخواص المغناطيسية الخاصّة للكروم في ارتفاع قيمة انعكاس أمواج الفوتونات من على سطح الكروم. فالكروم يمتلك خواصّاً مغناطيسيةً مميّزةً، فهو العنصر الصلب الوحيد الذي يبدي خواصاً مغناطيسية حديدية مضادّة في درجات الحرارة المنخفضة إلى درجة حرارة الغرفة؛ وهي تؤدّي إلى حدوث عمليّة تأيّن مؤقّت لذرّات الكروم، الأمر الذي يجعلها ترتبط مع بعضها؛ أمّا عند درجات حرارة تزيد عن 38 °س (311 كلفن؛ درجة حرارة نييل )، فتتغيّر خواصه المغناطيسية لتصبح مغناطيسية مسايرة. يعود سبب تلك الخواص المغناطيسية الحديدية المضادّة إلى أنّ الخواص المغناطيسية للذرّات في بنيتها البلّورية المكعّبة مركزية الجسم هي غير متناسبة في البنية البلّورية ككلّ؛ فالعزوم المغناطيسية على رؤوس المكعّب مختلفة عن تلك التي في المركز.

## الخواص الكيميائية

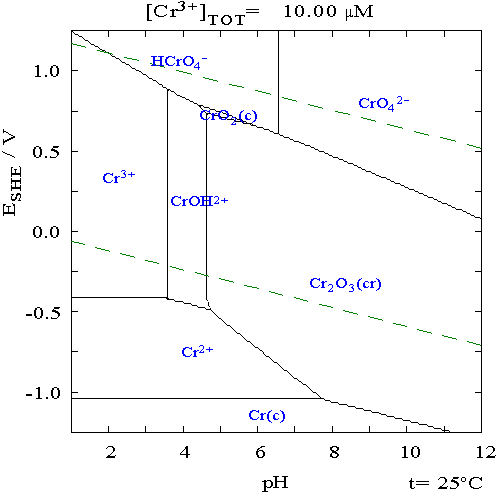
مخطط بوربيه للكروم في محاليله المائية مظهراً الأنواع الكيميائية ذات حالات الأكسدة المختلفة مع اختلاف pH الوسط.

عندما يُترَك فلزّ الكروم معرّضاً لأكسجين الهواء تتشكّل طبقةٌ رقيقةٌ مخمّلة وواقية من الأكسيد على السطح. لتلك الطبقة بنية الإسبينيل  وذات سماكة تبلغ مجرّد بضعَ طبقاتٍ من الذرّات، وهي كثيفة وتمنع انتشار الأكسجين إلى طبقات الفلزّ الداخلية. على العكس من ذلك، فإنّ الطبقة التي يشكّلها الحديد هي مسامية وتنتشر داخل الفلزّ مسبّبةً الصدأ. تعمل الطبقة المخمّلة على حماية الكروم من تأثير الأحماض. ويمكن أن تتحسّن خاصّية التخميل في الكروم بالتعرّض القصير لحمض مؤكسد مثل حمض النتريك؛ بالمقابل، فإنّ التعرّض لمختزلٍ قويٍّ يؤدّي إلى تخريب الطبقة المخمّلة، بحيث أنّه بعد تلك المعالجة يصبح قادراً على الانحلال بسهولة في الأحماض الضعيفة. على العكس من النيكل، فإنّ الكروم لا يعاني من ظاهرة التقصّف الهيدروجيني؛ ولكن بالمقابل يؤدّي تفاعله مع النتروجين في الهواء إلى حدوث التقصّف، حيث تتشكّل نتريدات هشّة عند درجات حرارة مرتفعة.

### المركبات الكيميائية بحالات الأكسدة المختلفة
| حالات الأكسدة المختلفة للكروم مع أمثلة عليها في مركّباته الكيميائية | حالات الأكسدة المختلفة للكروم مع أمثلة عليها في مركّباته الكيميائية |
| ------------------------------------------------------------------ | ------------------------------------------------------------------ |
| −4 (d10)                                                           | Na4[Cr(CO)4]                                                       |
| −2 (d8)                                                            | Na2[Cr(CO)5]                                                       |
| −1 (d7)                                                            | Na2[Cr2(CO)10]                                                     |
| 0 (d6)                                                             | Cr(C6H6)2                                                          |
| +1 (d5)                                                            | K3[Cr(CN)5NO]                                                      |
| +2 (d4)                                                            | CrCl2                                                              |
| +3 (d3)                                                            | CrCl3                                                              |
| +4 (d2)                                                            | K2CrF6                                                             |
| +5 (d1)                                                            | K3CrO8                                                             |
| +6 (d0)                                                            | K2CrO4                                                             |

مثل باقي الفلزّات الانتقالية يمكن للكروم أن يوجد في حالات أكسدة مختلفة في مركّباته الكيميائية؛ أكثرها شيوعاً هي حالتا الأكسدة +3 و+6، ثمّ حالة الأكسدة +2؛ أمّا حالات الأكسدة الأخرى فهي نادرة.

#### الكروم الثنائي

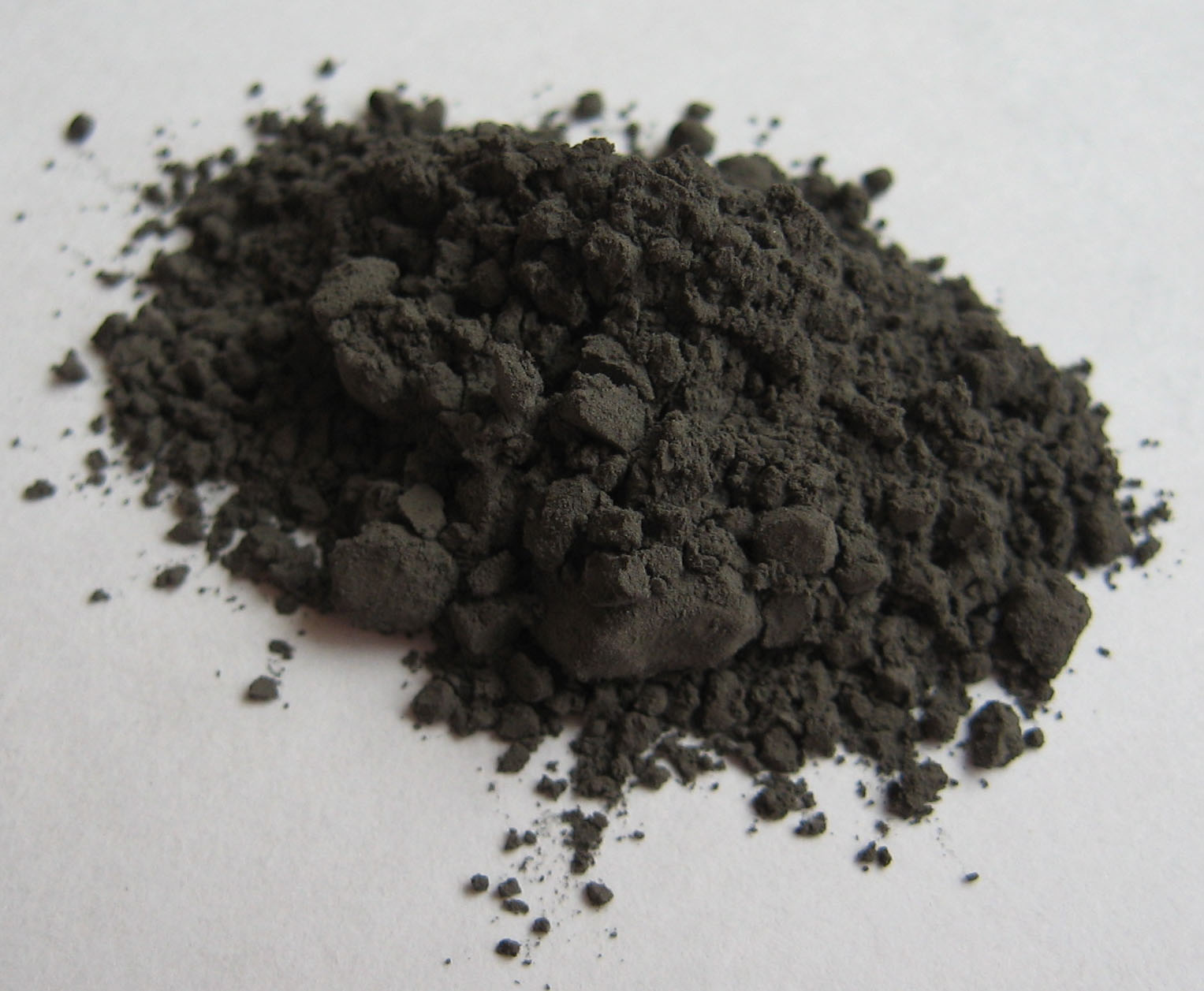
كربيد الكروم الثنائي Cr_{3}C_{2}

تعدّ مركّبات الكروم الثنائي عموماً غير شائعة، وذلك يعود جزئياً إلى تأكسدها السريع إلى مركّبات الكروم الثلاثي الموافقة في الهواء. للحصول على الكروم بحالة الأكسدة هذه يمكن الانطلاق من مركب كلوريد الكروم الثنائي CrCl2، والذي يُحضّر من اختزال كلوريد الكروم الثلاثي CrCl3 بالزنك؛ ويُستحصَل بالتالي على محلول ذي لون أزرق زاهٍ، وهو مستقرٌّ عند قيم pH معتدلة. تتضمّن مركّبات الكروم الثنائي المعروفة كلّاً من أكسيد الكروم الثنائي CrO وكبريتات الكروم الثنائي CrSO4، بالإضافة إلى أسيتات الكروم الثنائي Cr2(O2CCH3)4، والذي يحتوي على رابطة رباعية بين ذرّتي الكروم.
يَظهر تأثير يان-تيلر المتعلّق بالتشكيل الفراغي على المعقّدات التناسقية للكروم الثنائي ثمانية السطوح. من معقّدات الكروم الثنائي المعروفة: المعقّدات الأمينية 2+[Cr(NH3)6]، والمعقّدات مع ربيطاتٍ مختلفة مثل الهيدرازين أو ثنائي أمين الإيثيلين أو ثنائي البيريدين أو الثيوسيانات. على العموم، تعدّ مركّبات ومعقّدات الكروم الثنائي من المختزلات الجيّدة.

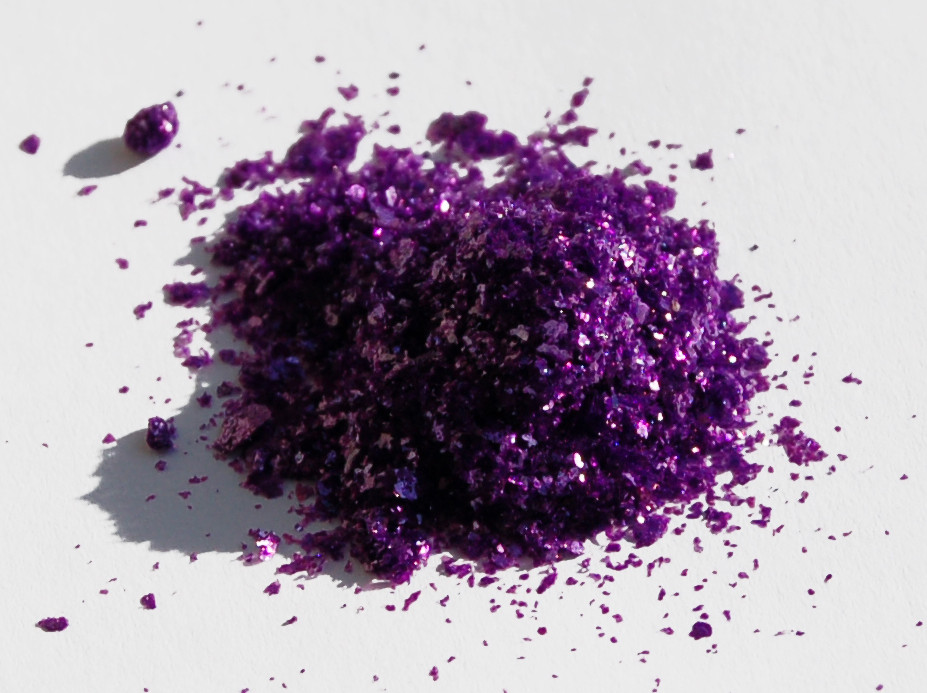
كلوريد الكروم الثلاثي اللامائي CrCl_{3}

#### الكروم الثلاثي
يعدّ الكروم الثلاثي من أكثر حالات الكروم استقراراً، الأمر الذي يمكن تفسيره وفق نظرية المجال البلّوري؛ إذ تشغل الإلكترونات المدارات في المستوى الفرعي d فرادى، وذلك التشكيل مفضّلٌ طاقياً، وذلك يؤمّن الاستقرار المطلوب لتلك الأنواع. يُعرَف الكثير من مركّبات الكروم الثلاثي، مثل نترات الكروم الثلاثي Cr(NO3)3 وأكسيد الكروم الثلاثي Cr2O3. لمركّب هيدروكسيد الكروم الثلاثي Cr(OH)3 خواص مذبذبة (أمفوتيرية)، فهو ينحلّ في المحاليل الحمضية ليشكّل الكاتيون 3+[Cr(H2O)6] وفي المحاليل القاعدية ليشكّل الأنيون 3-[Cr(OH)6]؛ أمّا عند نزع الماء منه فيعطي أكسيد الكروم الثلاثي Cr2O3، وهو أكسيد مستقرّ مشابه للسامور (الكوروندوم). يمكن أن يُستحصَل على الكروم الثلاثي من حلّ فلزّ الكروم في الأحماض مثل حمض الهيدروكلوريك أو حمض الكبريتيك بعد إزالة الطبقة المخمّلة السطحية؛ كما يمكن أن يُحضّر من اختزال الكروم السداسي كيميائياً، أو حيوياً باستخدام سيتوكروم سي.
لأيون الكروم الثلاثي 3+Cr نصف قطر أيوني (63 بيكومتر) مقارب لنصف القطر أيون الألومنيوم 3+Al (50 بيكومتر)، لذلك قد يحدث هناك أحياناً تبادل بين الأيونات، مثلما هو الحال في مركّب شب الكروم. يتوفّر مركّب كلوريد الكروم الثلاثي تجارياً إمّا على شكله اللامائي بنفسجي اللون؛ أو على شكله المائي متعدّد الهيدرات CrCl3•xH2O بألوان مختلفة، والذي قد يكون رباعياً [CrCl2(H2O)4]Cl بلونٍ أخضر داكن؛ أو خماسياً [CrCl(H2O)5]Cl2 بلونٍ أخضر شاحب؛ أو سداسياً [Cr(H2O)6]Cl3 بلونٍ بنفسجيّ. عند حلّ كلوريد الكروم الثلاثي اللامائي في الماء يتغيّر اللون البنفسجي للمحلول إلى الأخضر مع مرور الوقت، إذ تحلّ جزيئات الماء مكان أيونات الكلوريد في كرة التناسق الداخلية.
يميل الكروم الثلاثي إلى تشكيل العديد من المعقّدات التناسقية، مثل معقّد سداسي الأمين 3+[Cr(NH3)6] والمعقّد المائي 3+[Cr(H2O)6]، وملح راينكه NH4[Cr(SCN)4(NH3)2] بالإضافة إلى وجود عددٍ من المعقّدات التي تحوي ربيطات مختلطة من الأمينات والهيدرات. كما توجد هناك معقّدات من النمط 3−[CrX6]، حيث يمكن أن تكون الربيطات إمّا من الفلوريد أو الكلوريد أو الثيوسيانات أو السيانيد أو الأمين أو من مزيجٍ منها. كما يستطيع الكروم تشكيل معقدات تناسقية مع ربيطات عضوية مثل ثنائي أمين الإيثيلين أو أسيتيل الأسيتونات. لمعقّدات الكروم الثلاثي بنية جزيئية ثمانيّة السطوح؛ ولكن توجد تقارير تشير إلى وجود معقّدات تناسقية ذات بنية جزيئية رباعيّة السطوح، والتي لها بنية من نمط كيغن  مثل الأنيون 5–[α-CrW12O40].

#### الكروم السداسي

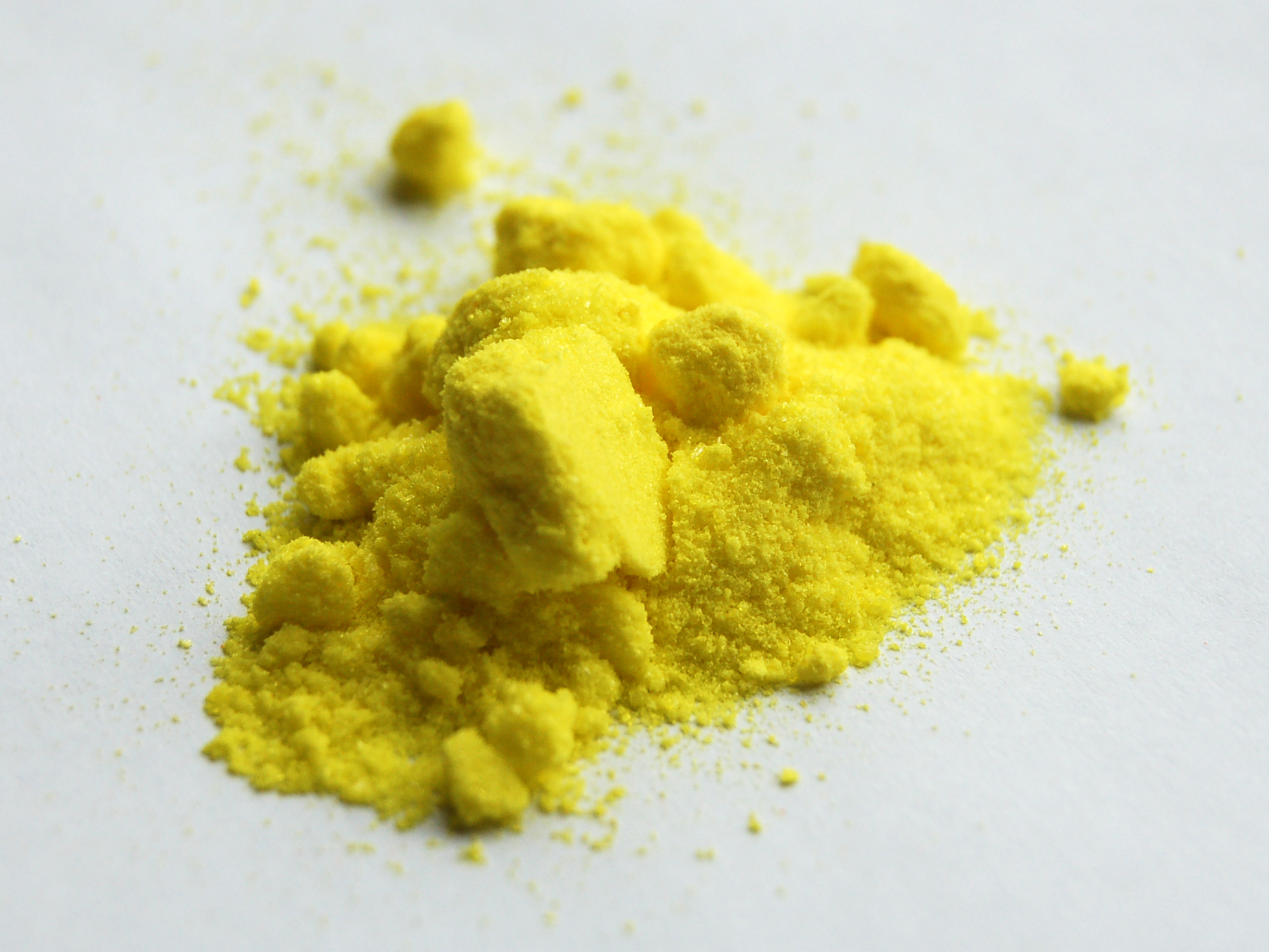
كرومات البوتاسيوم K_{2}CrO_{4}.

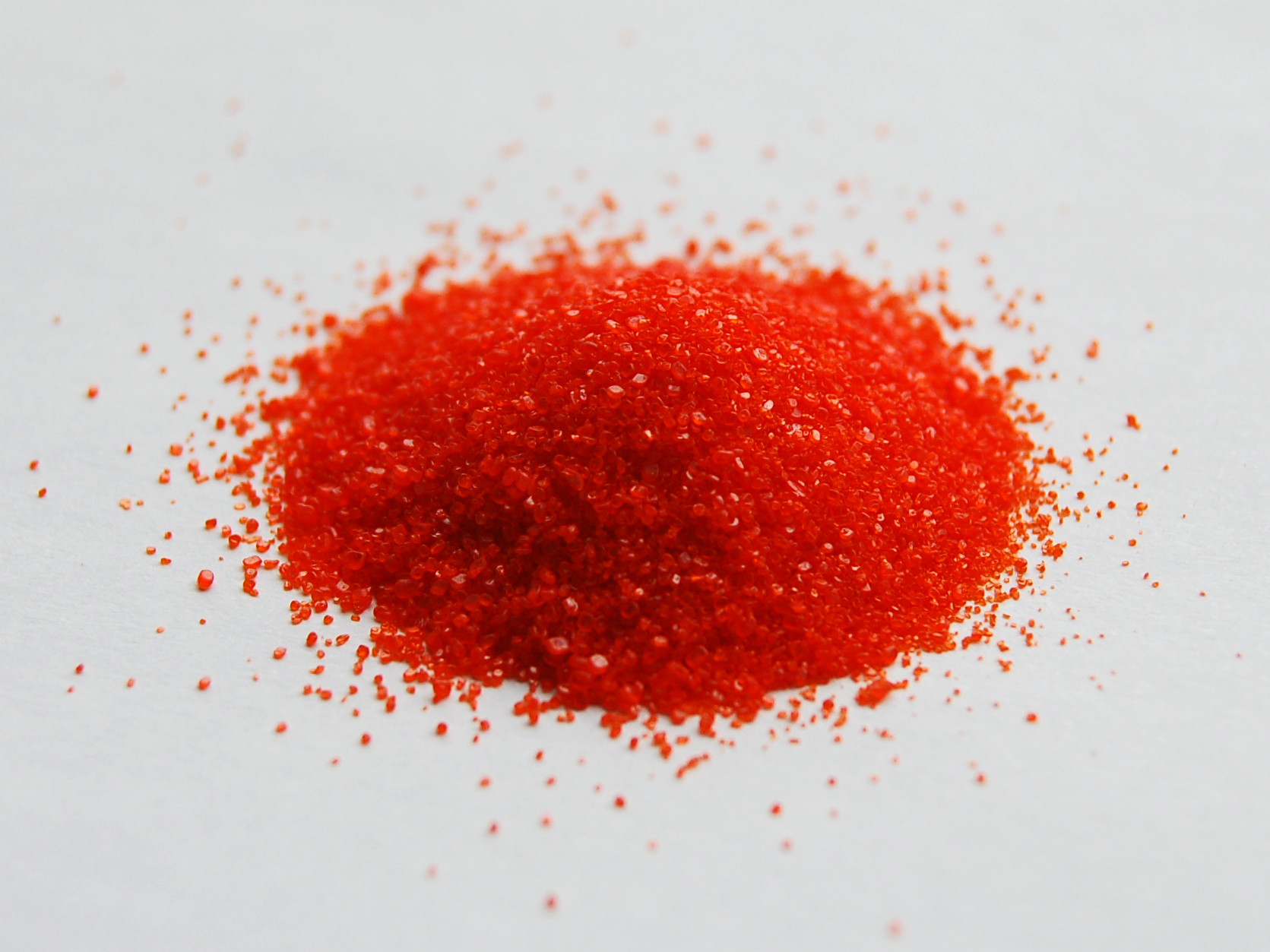
ثنائي كرومات البوتاسيوم K_{2}Cr_{2}O_{7}.

يعدّ الكروم سداسي التكافؤ من المؤكسدات عند قيم pH منخفضة (حمضية) أو معتدلة؛ والتي يسيطر فيها الكرومات 2-CrO4 وثنائي الكرومات 2-Cr2O7 على الأنواع الكيميائية في الوسط في حالة الأكسدة هذه، واللذان يوجدان في حالة توازن كيميائي متعلّقة بقيمة pH الوسط.
{\displaystyle {\ce {2CrO4^2- + 2H3O+ <=> Cr2O7^2- + 3H2O}}}
يُلاحَظ انزياح التوازن بين الكرومات وثنائي الكرومات مرئياً بتغيّر اللون من الأصفر (في محلول الكرومات) إلى البرتقالي (في محلول ثنائي الكرومات)، وهو ما يحدث مثلاً عند إضافة حمض إلى محاليل معتدلة من كرومات البوتاسيوم. عند قيم pH منخفضة أكثر، يحدث هناك تكاثفٌ إضافي لأيونات الكرومات:
{\displaystyle \mathrm {Cr_{2}O_{7}^{2-}\ +\ CrO_{4}^{2-}\ +\ 2\ H_{3}O^{+}\ \rightleftharpoons \ Cr_{3}O_{10}^{2-}\ +\ 3\ H_{2}O} }

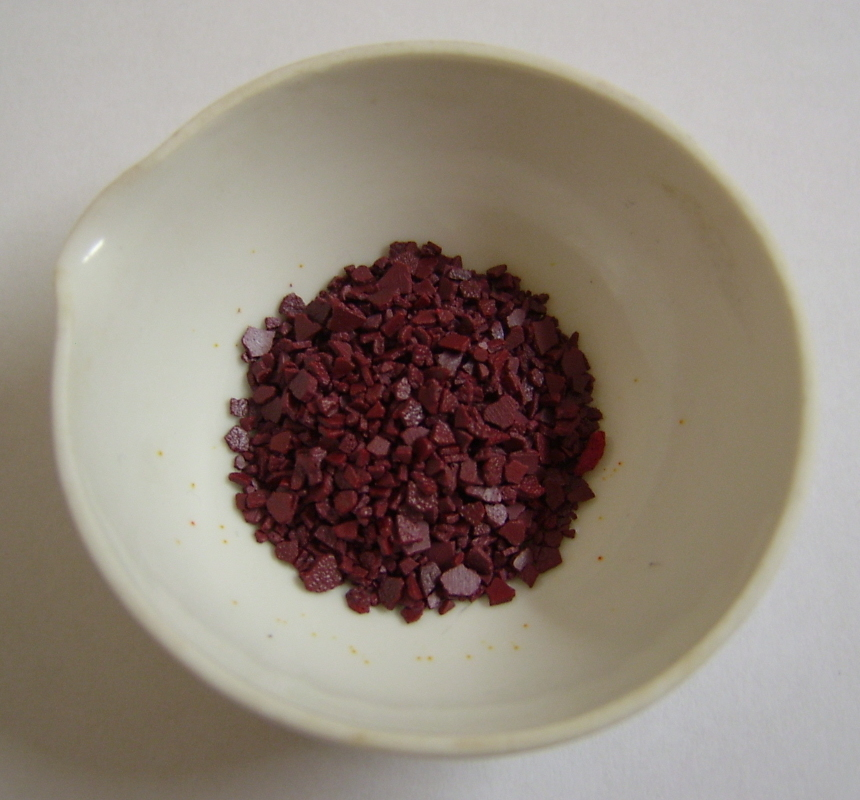
أكسيد الكروم السداسي CrO_{3}

يُحضّر كرومات الصوديوم صناعياً من التحميص التأكسدي  لخامة الكروميت بوجود كربونات الصوديوم. لحمض الكروميك الصيغة الكيميائية الافتراضية H2CrO4، وهو يوجد فقط على شكل محلول، وأملاحه من الكرومات وثنائي الكرومات هي مؤكسدات معروفة. يمكن أن يُحضّر حمض الكروميك من مزج حمض الكبريتيك مع ثنائي الكرومات، وهو مؤكسد قوي، ويستخدم عادة في المختبرات الكيميائية من أجل تنظيف الزجاجيات. من الناحية الكيميائية، يعدّ أكسيد الكروم السداسي ذو اللون الأحمر الداكن أكسيداً حمضياً، وهو أنهيدريد حمض الكروميك، ويُسوَّق تجارياً تحت اسم حمض الكروميك.
توجد الهاليدات الأكسجينية للكروم في حالة الأكسدة السداسية، ومن الأمثلة عليها كلّ من فلوريد الكروميل CrO2F2 وكلوريد الكروميل CrO2Cl2. على الرغم من وجود ادّعاءاتٍ بتحضيره، إلّا أنّ سداسي فلوريد الكروم هو مركّب افتراضي كما بيّنت الدراسات.

#### حالات أكسدة أخرى
تعدّ مركّبات الكروم الخماسي نادرة، وهي تصادف على شكل مركّبات وسطية في العديد من التفاعلات الكيميائية التي تتضمّن الأكسدة بالكرومات. هناك مركّبٌ ثنائيٌّ وحيدٌ معروفٌ للكروم بحالة الأكسدة الخماسية، وهو فلوريد الكروم الخماسي CrF5، والذي يوجد في الشروط القياسية على هيئة صلب أحمر اللون، ويُحضّر من معالجة فلز الكروم مع الفلور عند الدرجة 400 °س وضغط مقداره 200 بار. يوجد الكروم في مركّبات بيروكسوكرومات  الموافقة في حالة الأكسدة الخماسية أيضاً، مثلما هو الحال في مركّب رباعي بيروكسوكرومات البوتاسيوم K3[Cr(O2)4]، والذي يُحضّر من تفاعل كرومات البوتاسيوم مع بيروكسيد الهيدروجين عند درجات حرارة منخفضة. لهذا المركّب لون أحمر بنّي، وهو مستقرّ عند درجة حرارة الغرفة، ولكنه يتفكّك بشكل تلقائي عند درجات حرارة تقع بين 150–170 °س.
على العموم تعدّ مركّبات الكروم الرباعي أكثر شيوعاً من تلك للكروم الخماسي؛ فمركّبات رباعي الهاليدات مثل فلوريد الكروم الرباعي CrF4 وكلوريد الكروم الرباعي CrCl4 معروفة، ويمكن تحضيرها من تفاعل ثلاثي الهاليدات مع الهالوجين الموافق عند درجات حرارة مرتفعة. إلّا أنّ تلك المركّبات غير مستقرّة، إذ يمكن أن تخضع إلى تفاعل عدم تناسب، كما تتفاعل مع الرطوبة والماء.
يُستحصَل على أغلب مركّبات الكروم الأحادي من أكسدة المعقّدات التناسقية ثمانية السطوح الغنيّة بالإلكترونات للكروم في حالة الأكسدة الصفرية 0، ومن الأمثلة عليها المعقّد مع حلقي البنتاديينيل. تصادف حالة الأكسدة الصفرية 0 عادةً في العديد من مركّبات الكروم العضوية، مثل مضاعف (بنزين) الكروم وسداسي كربونيل الكروم. هناك مركّبات عضوية أخرى تحوي على رابطة خماسية بين ذرّتي الكروم في بنيتها وفق ما أكّدت الدراسات بالأشعّة السينية.

### التحليل الكيميائي
التحليل التقليدي

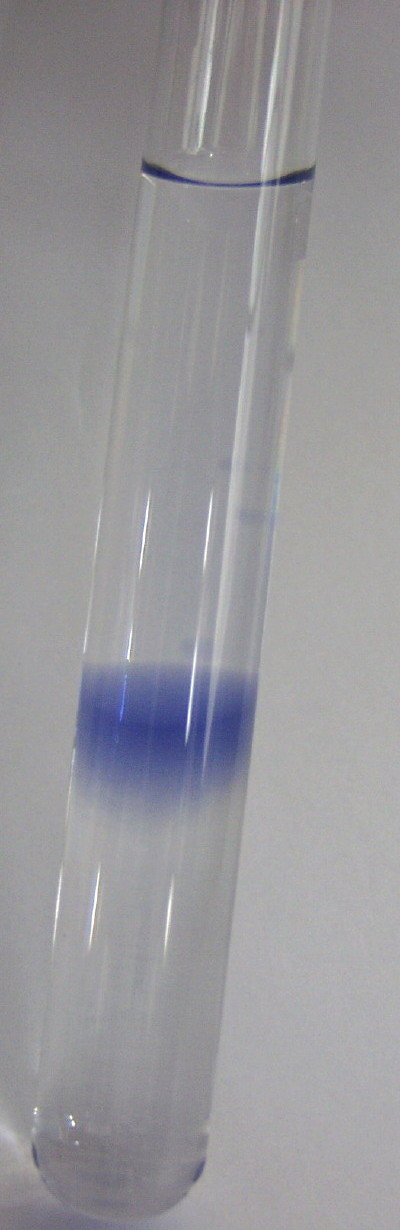
الكشف عن الكروم بتشكيل حلقة زرقاء من بيروكسيد الكروم السداسي.

تعطي أملاح الكروم الثلاثي في وسط قاعدي مؤكسد، مثل محلول هيدروكسيد الصوديوم في بيروكسيد الهيدروجين المركّز لوناً أصفر لمحلول الكرومات، والذي يتحوّل إلى اللون البرتقالي عند تحميض الوسط.
{\displaystyle \mathrm {3\ H_{2}O_{2}+2\ Cr^{3+}+10\ OH^{-}\longrightarrow 2\ CrO_{4}^{2-}+8\ H_{2}O\ } }
يمكن الكشف عن الكروم بحالة الأكسدة السداسية في المحاليل الحمضية، إذ عند مزج حمض النتريك الممدّد مع بيروكسيد الهيدروجين بوجود أيونات الكروم في أنبوب اختبار زجاجي تتشكّل حينها حلقة زرقاء من بيروكسيد الكروم السداسي CrO5 (والذي يمكن كتابة صيغته على الشكل CrO(O2)2):
  {\displaystyle {\ce {Cr2O7^2- +4H2O2 + 2H3O+ -> 2CrO(O2)2 +7H2O}}}
وهو مركّب وسطي غير مستقرّ؛ والذي يمكن تثبيته بوجود طبقة سطحية من ثنائي إيثيل الإيثر، والتي تعمل على تشكيل ناتج إضافة إيثري من النمط CrO5•OR2. ولكن تلك الحلقة تتفكّك مع مرور الوقت لتعطي الكروم الثلاثي مرّةً أخرى:
  {\displaystyle {\ce {4CrO(O2)2 + 12H3O+ -> 4Cr^3+ +7O2 + 18H2O}}}
التحليل الآلي
يمكن الكشف عن آثار من مركّبات الكروم بأساليب التحليل الآلي، مثل تقنيات المطيافية الذرّية. يبلغ حدّ الكشف في المطيافية الذرّية بأسلوب اللهب مقدار 2 ميكروغرام/الليتر؛ أمّا بأسلوب أنبوب الغرافيت فهو أقلّ بمئة ضعف بمقدار 0.02 ميكروغرام/الليتر. أمّا وفق تقنية قياس الاستقطابية فتعطي ثنائي الكرومات في محلول قياسي 1 مولار من كلوريد البوتاسيوم عدّة عَتَبات عند كلٍّ من −0.28 و−0.96 و−1.50 و−1.70 فولت، وذلك مقابل قطب كالومل المشبع ؛ في حين أنّ الكروم الثلاثي على شكل معقّد سداسي الأمين فيعطي في محلول منظم من الأمونيا وكلوريد الأمونيوم عتبة عند −1.42 فولت.

## الدور الحيوي
إنّ الدور الحيوي المفيد للكروم الثلاثي بالنسبة للبشر محطّ نقاشٍ وجدل؛ إذ لا تزال الآلية التي يساعد فيها الكروم الثلاثي الوظائف الحيوية في الجسم مبهمة. وينعكس ذلك الأمر الخلافي في أنّ الولايات المتّحدة صنّفت الكروم الثلاثي من المغذّيات الأساسية الضرورية للبشر، وذلك بسبب دوره في تفعيل هرمون الإنسولين وفي استقلاب الليبيدات؛ في حين بيّنت الهيئة الأوروبية لسلامة الأغذية سنة 2014 أنّه لا توجد دلائل كافية تدعم تصنيف الكروم الثلاثي ضمن المغذّيات الأساسية. وفي سياقٍ مماثل، هناك جدلٌ حول «عوز الكروم»، فيما إذا كان نقص الكروم الثلاثي في الجسم يؤدي بالفعل إلى مضاعفات؛ فبعض الدراسات تقترح أنّ الشكل الحيوي الفعّال من الكروم الثلاثي يُنقَل في الجسم عبر قليل الببتيد المدعو باسم «كرومودولين» ، وهي مادّة رابطة للكروم منخفضة الوزن الجزيئي ، والتي يمكن أن تلعب دوراً في مسار تأشير الإنسولين. بالمقابل، فإنّه من المؤكّد أنّ الكروم سداسي التكافؤ سامّ جداً ومطفّر؛ كما أنّه مسرطن، إذ توجد صلةُ وصلٍ بين ابتلاع الكروم السداسي وبين ظهور أورام معدية، كما يسبّب أيضاً التهاب الجلد التماسي التحسّسي.

### التوصيات الغذائية
هناك عدم توافق بين الدول بالنسبة لتصنيف الكروم الثلاثي ضمن المغذّيات الأساسية؛ فالهيئات الحكومية في دولٍ مثل أستراليا ونيوزيلندا والهند واليابان والولايات المتّحدة تعتبر الكروم ضرورياً في الغذاء؛ في حين أنّ الهيئة الأوروبية لسلامة الأغذية  لا تعدّه كذلك.
ضمن تحديث قيم الكمّيّات الغذائية المرجعية  قامت الأكاديمية الوطنية للطبّ  في الولايات المتّحدة الأمريكية بتحديث قيم المدخول الكافي  من الكروم بالنسبة للفئات العمرية المختلفة من الجنسين، ولم تحدّد قيم معدّل الحاجة التقريبي  أو الكمّيّة المُوصى بتناولها  بسبب عدم توفّر معلومات كافية تدعمها. حُدّدت قيم المدخول الكافي من الكروم الثلاثي في الولايات المتّحدة الأمريكية بالنسبة للنساء اللواتي تتراوح أعمارهنّ بين 14-50 سنة بمقدار 25 ميكروغرام/اليوم؛ وبالنسبة للواتي أعمارهنّ فوق 50 سنة بمقدار 20 ميكروغرام/اليوم؛ وبالنسبة للحوامل بمقدار 30 ميكروغرام/اليوم؛ وبالنسبة للمرضعات بمقدار 45 ميكروغرام/اليوم؛ وبالنسبة للرجال الذين أعمارهم واقعة بين 14-50 سنة بمقدار 35 ميكروغرام/اليوم؛ وبالنسبة للرجال الذين أعمارهم فوق 50 سنة بمقدار 30 ميكروفرام/اليوم؛ وللأطفال بين عمر سنة واحدة إلى 13 سنة بمقدار يتزايد مع تقدّم العمر من 0.2 ميكروغرام/اليوم إلى 25 ميكروغرام/اليوم. عُدّلت «نسبة القيمة اليومية»  من الكروم على لصاقات المكمّلات الغذائية في الولايات المتّحدة من 120 ميكروغرام/اليوم لتصبح 35 ميكروغرام/اليوم لتتوافق مع قيم الكمّيّات الغذائية المرجعية الرسمية؛ وذلك بعد ضغطٍ من إدارة الغذاء والدواء  على الشركات المصنّعة للمكمّلات الغذائية هناك.

### المصادر والمكمّلات الغذائية

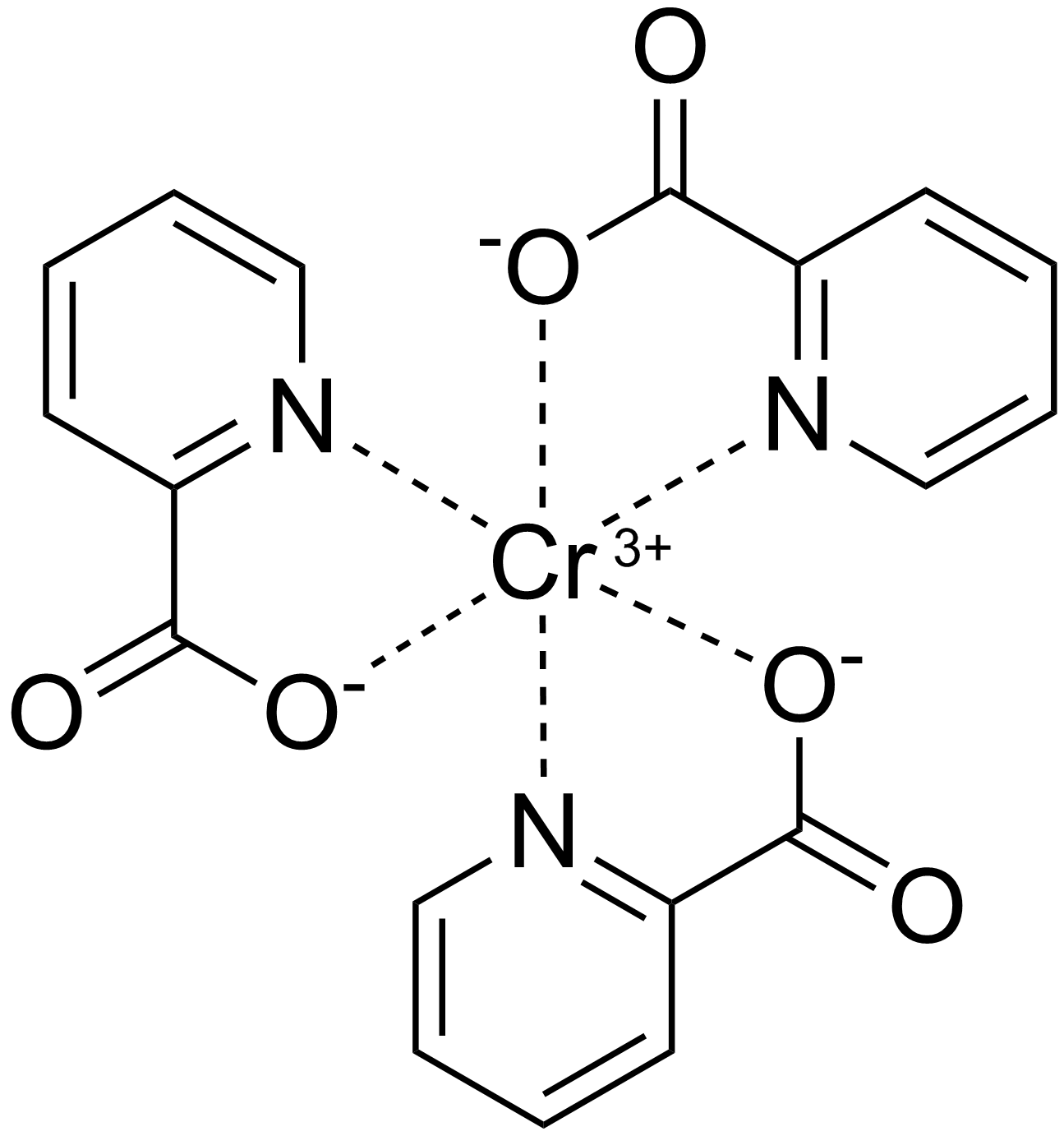
بنية بيكولينات الكروم الثلاثي

### السبائك

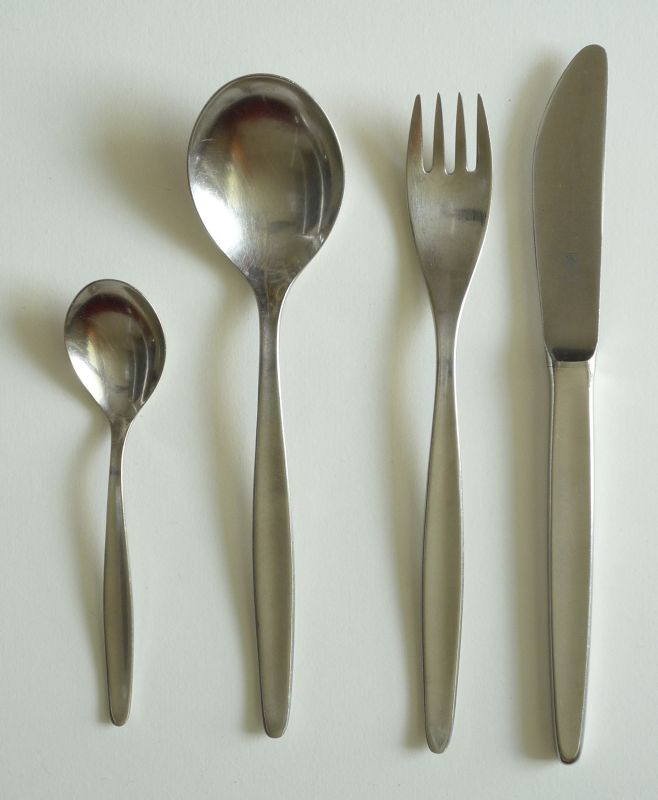
أدوات لتناول الطعام مصنوعة من سبيكة فولاذ مقاوم للصدأ 18/10، والمكوّنة من فولاذ يحوي على 18% من عنصر الكروم و10% من عنصر النيكل.

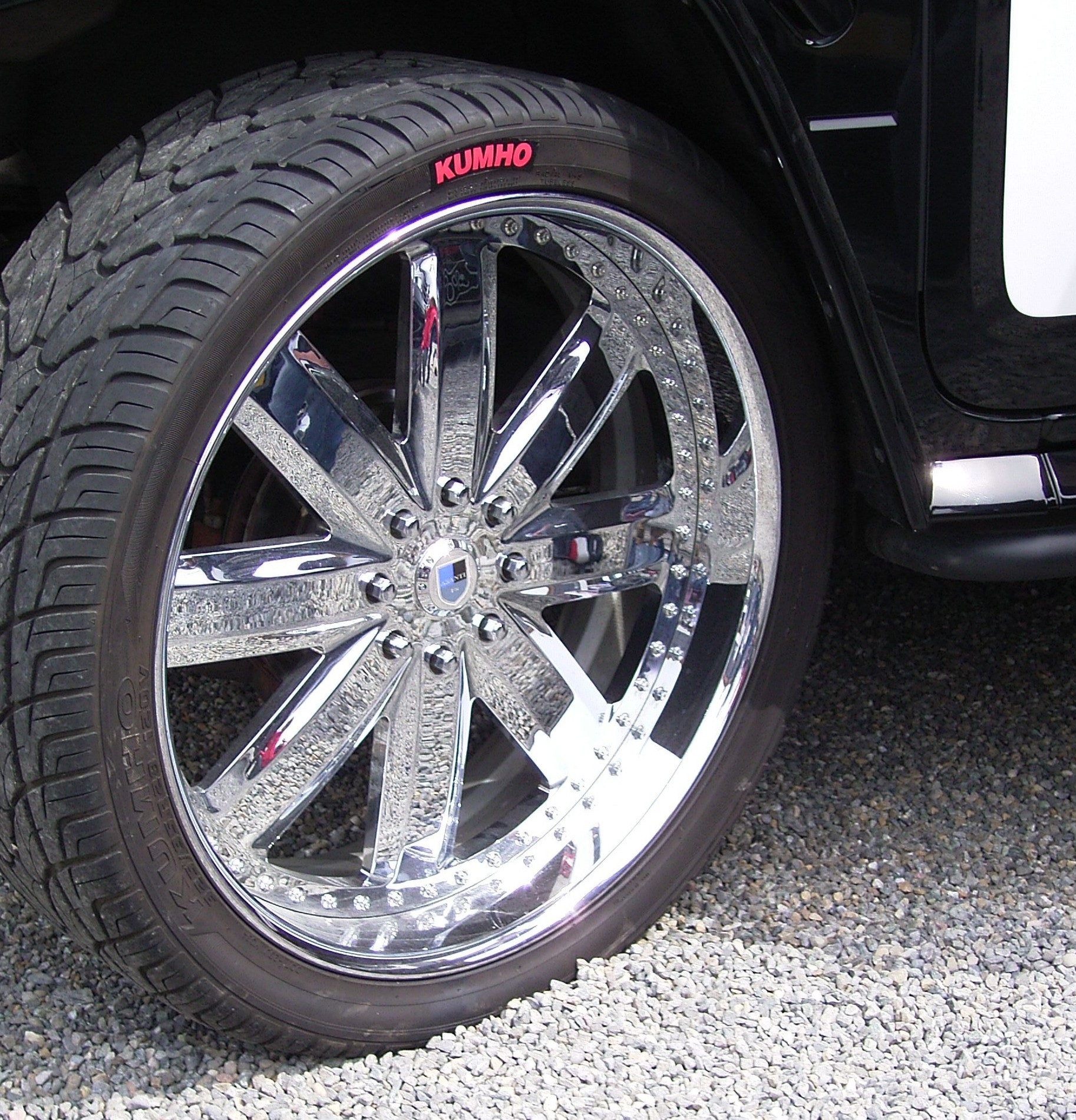
يُستخدَم الطلي بالكروم في تزيين إطارات السيّارات.

### الخضاب والطلاء

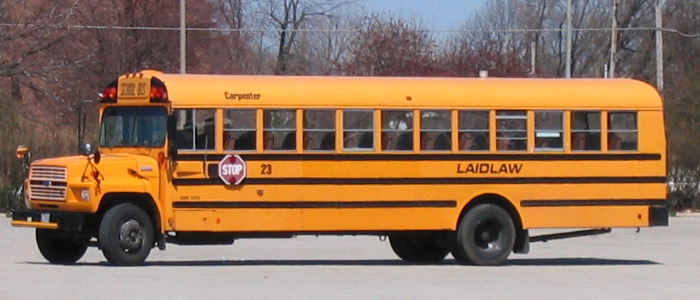
كانت الحافلات المدرسية في أمريكا سابقاً تُدهَن بخضاب أصفر الكروم الداكن.

### تطبيقات أخرى

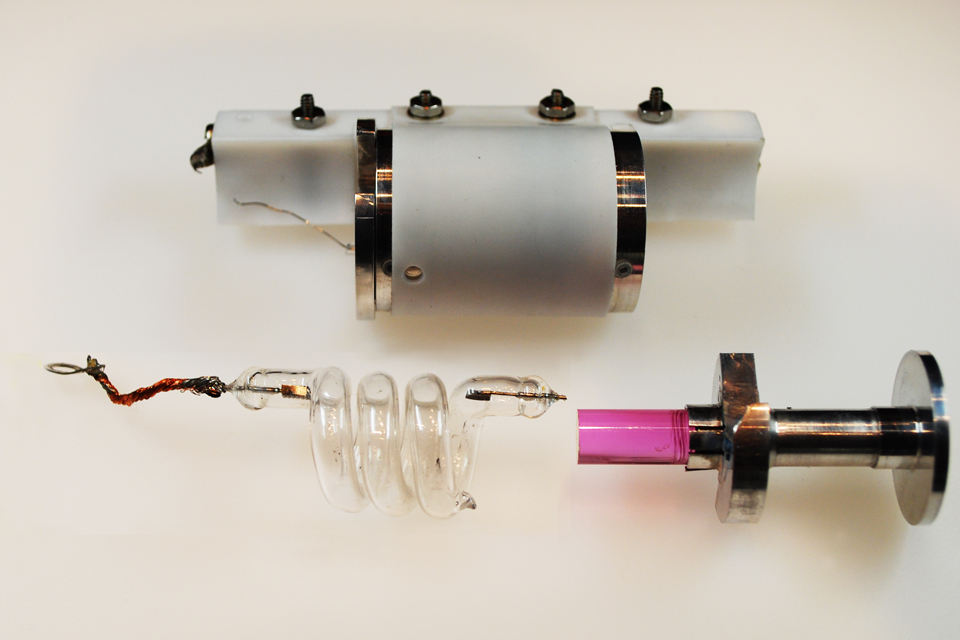
مكونات جهاز ليزر ياقوتي

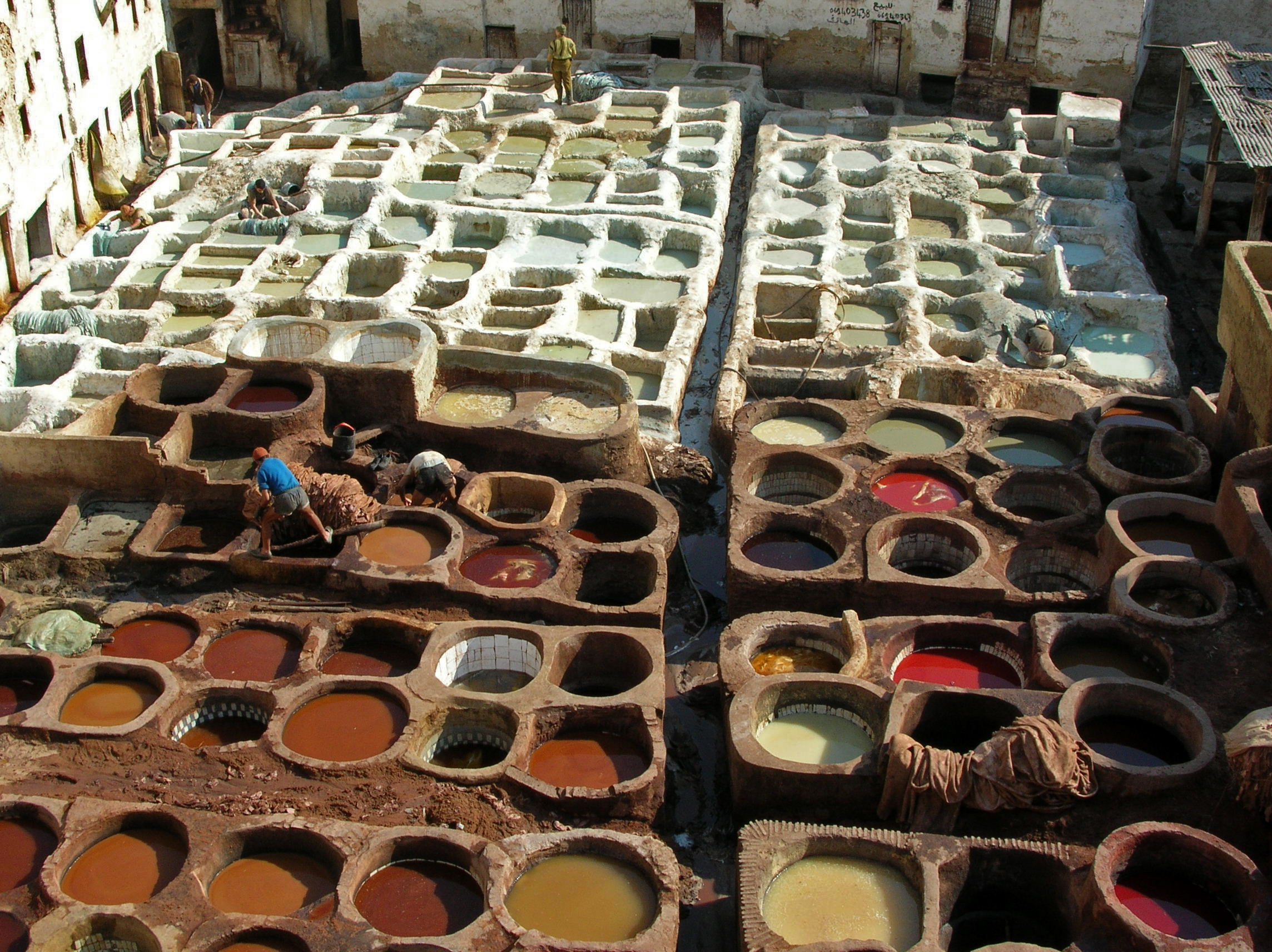
أحواض دباغة في مدينة فاس

بنية حفّاز فيليبس

### سمية الكروم السداسي

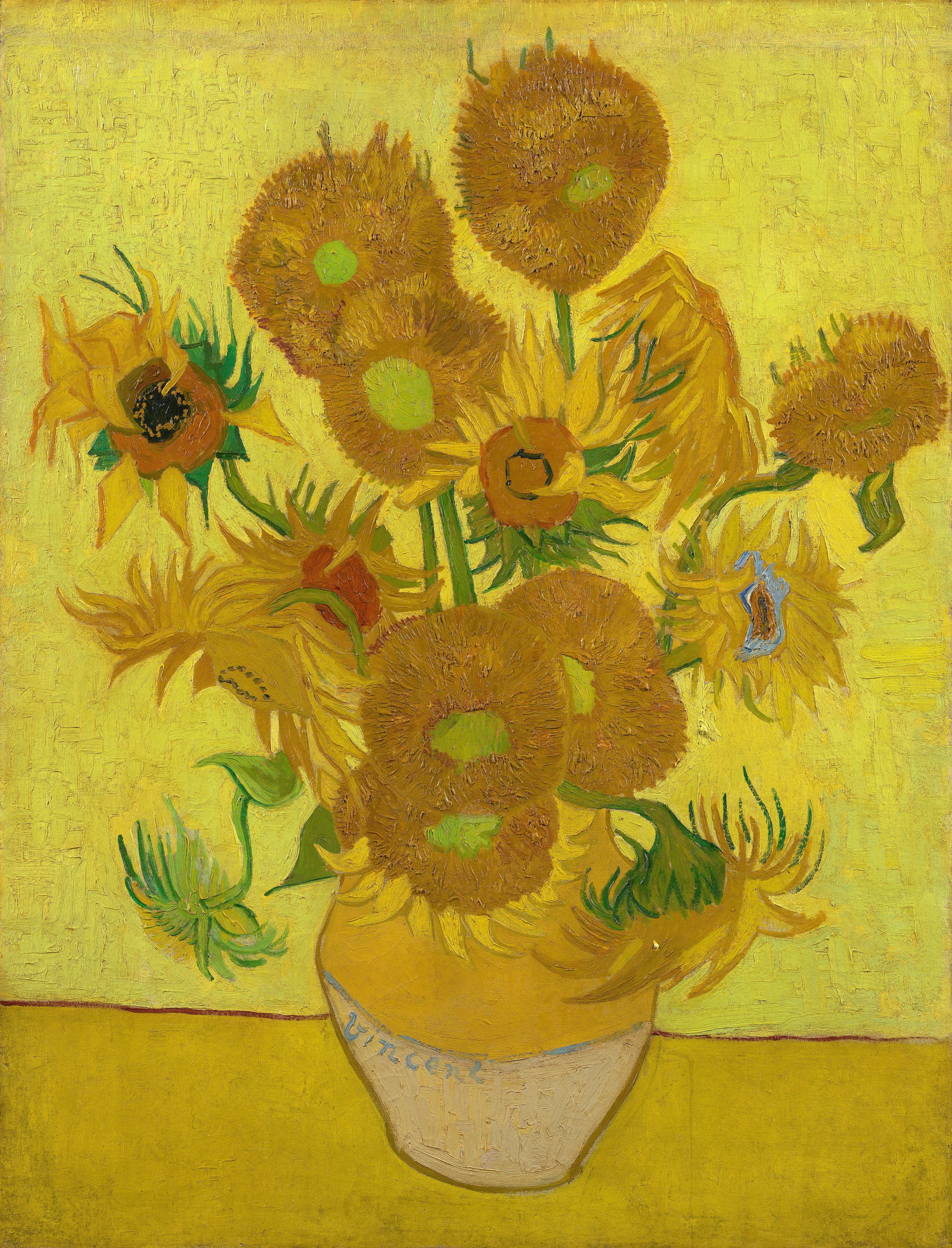
استخدم فان خوخ خضاب أصفر الكروم (كرومات الرصاص) في رسم لوحة دوّار الشمس.